# Tillobroma megallanica
Tillobroma megallanica là một loài ruồi trong họ Asilidae. Tillobroma megallanica được Artigas miêu tả năm 1970. Loài này phân bố ở vùng Tân nhiệt đới.